# Ludwig Hassenpflug
Hans Daniel Ludwig Friedrich Hassenpflug (Hanau, 1794. február 26. – Marburg, 1862. október 10.) kurhesseni miniszter. 

## Életútja
Hivatalnoki pályára lépve, 1832-ben miniszteri tanácsos lett, azután nemsokára titkos tanácsosi rangot kapott és igazság- és belügyminiszter lett. Kormányzásában reakcionárius irányt követett és az alkotmányt igyekezett megsemmisíteni; megszorította a gyülekezési jogot és szigoru cenzurát hozott be a sajtóra. Az udvarral ellenkezésbe jutván, az országot elhagyta és elébb Hohenzollern-Sigmaringenben, majd Luxemburg nagyhercegségben talált alkalmazást, a porosz kormányváltozás folytán pedig Poroszországban nyert hatáskört. 1841-től a berlini főtörvényszék tagja, majd a greifswaldi felsőbb bíróság elnöke volt, de ezt az állását rendetlensége miatt elvesztette és a hesseni választófejedelem hívására 1850-ben Kasselbe ment, ahol a márciusi minisztérium elbocsáttatván, őt állították a kormány élére. Itt újrakezdte reakcionárius működését, amely a hivatalnokok és katonaság ellenállása folytán eredménytelen maradt. Erre a választófejedelem és minisztere eltávolíttattak, mire az országba benyomult az osztrák és bajor hadsereg, az addigi alkotmány eltöröltetett és helyébe az 1852. április 13-iki alkotmány oktrojáltatott, de ezt Hassenpflugnak nem sikerült keresztülvinnie és kénytelen volt 1855. október 16-án elbocsáttatását kérni. Marburgba vonult vissza, ahol meg is halt.